# Zamarada miranda
Zamarada miranda là một loài bướm đêm trong họ Geometridae.